# Comunità evangelica Sana la nostra Terra
La Comunità evangelica Sana la nostra Terra è una chiesa evangelica neopentecostale nata in Brasile.

## Storia
È stata fondata il febbraio 1992, a Brasilia, Brasile, dai vescovi Robson Rodovalho e Maria Lúcia Rodovalho.
La chiesa ha una storia completamente legata al suo fondatore, il vescovo Robson Rodovalho, che si convertì all'età di 15 anni durante un campeggio organizzato dal gruppo giovani della Chiesa presbiteriana del Brasile (Igreja Presbiteriana do Brasil). Il suo ministero ha avuto inizio nel 1970, quando entrò a far parte della Gioventù per Cristo (MPC – Mocidade para Cristo), con lo scopo di evangelizzare e formare gruppi biblici nelle scuole. Divenne leader del MPC dello stato di Goiás e della regione Centro-Oeste. A 17 anni, influenzato dalle chiese Battiste e presbiteriane rinnovate e le Assemblee di Dio, ha ricevuto il battesimo nello Spirito Santo in un campo di MPC.
Il 1976 sposò Maria Lucia, fu ordinato pastore e fondò, insieme a Cirino Ferro, la Comunità evangelica di Goiânia, il suo primo ministero. La Sana la nostra Terra, il suo secondo ministero, è iniziata nel 1992, quando Rodovalho si trasferì a Brasilia per stabilire la sede nazionale ed internazionale della chiesa. Il nome della chiesa è venuto da una rivelazione ricevuta dal vescovo.
Guidati dal simbolo della "fiamma", Robson e Lucia hanno fatto prosperare la struttura della SNT oltre i confini del Brasile. Oggi la Chiesa che cresce sotto la parola di Dio e attraverso le cellule strategiche, è già presente nei seguenti paesi: Brasile, Stati Uniti, Portogallo, Spagna, Inghilterra, Paesi Bassi, Svizzera, Italia, Germania, Argentina e Paraguai . Come una Chiesa moderna, la SNT ha una vasta infrastruttura di comunicazione per promuovere la parola di Dio ai suoi seguaci: TV Genesis, che è la più grande rete evangelica televisiva in Brasile; Radio FM Sara Brasil, presente in nove città del Brasile, oltre la SaraOnline TV, un canale web dove i culti, video musicali e programmi televisivi della chiesa sono accessibili a tutto il mondo.
Oggi, La Sana la nostra Terra ha più di 750 mille fedeli e più di 1.000 chiese in Brasile e all'estero .
La Sana la nostra Terra conduce anche progetti con scopi di assistenza sociale. Il più noto è il Progetto “Piccoli”, nel Distretto Federale, Brasile, che sin dalla sua creazione nel 1994, ha servito circa 60.000 famiglie bisognose. Il progetto offre anche corsi di formazione, fornisce assistenza giuridica e fa circolare un autobus clinico-dentistico con medici e dentisti per fornire assistenza ai poveri.

## Dichiarazione di fede
1. Credono che la Bibbia è la Parola di Dio, ispirata, infallibile (2 Pie 1: 21)
2. Che Dio si è rivelato come Padre, Figlio e Spirito Santo (2 Cor 13:14)
3. Nella divinità di Gesù, nella Sua nascita verginale, nella Sua morte espiatoria, nella Sua resurrezione corporale e la Sua ascensione alla destra del Padre (1 Tes 4:14)
4. Che l'uomo è stato creato buono e retto, ma ha perso questa natura quando cadde nel peccato volontariamente (Gen 1:26-31)
5. Che l'unica speranza per la salvezza dell'uomo è attraverso il sangue redentore di Cristo (Ebr 9:27)
6. Che tutti coloro che si pentono dei loro peccati e credono in Gesù come loro Salvatore e Signore, sono salvati per grazia mediante la fede (Efe 2:6-7)
7. Che la santificazione e la vita vittoriosa sono i requisiti per la sposa di Cristo (Efe 5:25-27)